# Đình Thái Hưng
Đình Thái Hưng, tục gọi là đình Cầu Quan, là một ngôi đình thần tại phường Phạm Ngũ Lão, Quận 1, Thành phố Hồ Chí Minh. Mặc dù là một ngôi đình thần, tuy nhiên ngôi đình này được biết đến nhiều trong lịch sử nghệ thuật cải lương vì là nơi cư trú và biểu diễn nhiều năm của gia tộc Vĩnh Xuân ban.

## Lịch sử
Ngôi đình được xây dựng vào năm 1920, do ông Nguyễn Văn Bành hiến đất và cư dân vùng Cầu Muối quyên góp xây dựng. Nguyên tên chữ của đình là Thái Hưng, nhưng đình nằm cạnh một chiếc cầu bắt ngang một con rạch nhỏ (nay là một đoạn của đường Yersin-Phạm Ngũ Lão), tục gọi là cầu Quan, nên đình mới có tên gọi là đình Cầu Quan.
Lúc ban đầu, đình được xây cất đơn sơ, tọa lạc trên khu đất gò thuộc làng Tân Khai, chung quanh là kinh rạch sình lầy. Về sau, các kinh rạch và ao trũng được lấp lại, cây cầu cũng được phá bỏ, nhưng đến nay người ta vẫn quen gọi là đình Cầu Quan.
Đình thờ thành hoàng của làng Tân Khai xưa, vốn bị thực dân Pháp triệt hạ để lấy đất xây dựng công sở, đồn bót, nhà ở, cơ sở tôn giáo cho chính quyền cai trị tại Nam Kỳ. Sắc thần của làng Tân Khai, theo điều tra hồi cố, được ông Phủ Báu cất giữ và truyền lại cho con, được tế tự hằng năm tại đình vào ngày 12 tháng Hai âm lịch. Ngoài ra, trong đình còn có thờ Tiền quân Nguyễn Văn Thành, nguyên Tổng trấn Bắc Thành dưới thời Gia Long.
Từ sau khi gánh Vĩnh Xuân ban về trụ tại đình, đình được trùng tu sửa chữa, tôn tạo nhiều lần, trở thành một ngôi đình lớn. Khuôn viên đình được mở rộng đáng để, bao gồm cả khu thờ tự, mở rộng khu Võ ca làm sân khấu biểu diễn hát bội, và cả khu cư trú cho các thành viên của đoàn hát bội cư trú.
Hiện nay, khuôn viên đình bị thu hẹp đáng kể do nhiều năm dân cư lấn chiếm làm nơi cư ngụ. Phần bị lấn chiếm cũng bị quy hoạch giải tỏa để xây dựng chung cư. Do đặc điểm nhiều đời nghệ sĩ đã cư trú ở đây, nên rất nhiều cư dân là hậu duệ của các nghệ sĩ cải lương.
Đình được sửa chữa nhiều lần, lần gần đây nhất vào tháng 9 năm 2013. Tuy nhiên, hầu hết các kiến trúc cũ đã không còn nguyên trạng.

## Gắn bó với đại gia tộc cải lương
Cũng vào đầu thập niên 1920, gánh hát bội Vĩnh Xuân ban bầu Thắng ra đời. Ban đầu, gánh hát lưu diễn khắp nơi, đến khoảng năm 1925 thì về trụ tại đình Cầu Quan. Từ thời điểm đó trở đi, nhiều thế hệ nghệ sĩ đã sinh ra, lớn lên và thành danh tại đây như Minh Tơ, Khánh Hồng (thế hệ thứ 2), Thanh Tòng, Thanh Loan, Bạch Lê, Bạch Long, Thành Lộc (thế hệ thứ 3), Tú Sương, Quế Trân (thế hệ thứ 4)...